# Condado de Aragón
El condado de Aragón fue un estado que se originó a principios del siglo IX d. C. en una franja montañosa en el Pirineo central que comprendía los valles de Ansó, Hecho y Aragón. Se crea el Condado de Aragón y los otros condados de la Marca Hispánica por el interés manifiesto de la dinastía  carolingia de proteger su frontera meridional de los posibles ataques musulmanes.
Aunque en un principio estuvo bajo la tutela de los reyes francos, conforme iba extendiéndose por la cuenca alta del río Gállego se desprendía del amparo carolingio y se acercaba al núcleo de gobernantes de Pamplona.
Al interrumpirse la línea sucesoria masculina de los condes de Aragón y haber casado a la heredera del condado, Andregoto Galíndez, con el rey de Pamplona García Sánchez I, hace que el hijo de ambos, Sancho Garcés II lleve los títulos de rey de Pamplona y conde de Aragón desde el 925. 
Estos títulos irán unidos hasta el año 1035 en que el testamento de Sancho el Mayor, divide estas tierras entre sus hijos. Ramiro I de Aragón heredó Aragón, con título de conde y supeditado a su hermanastro el rey García Sánchez III de Pamplona. Ramiro añadió a sus dominios los condados de Ribagorza y Sobrarbe a la muerte de su hermanastro Gonzalo y, posteriormente, actuó con independencia del vasallaje de iure que debía al rey pamplonés, actuando desde ese momento como rey en Aragón. Su hijo Sancho Ramírez firmó como «hijo de rey» y la historiografía posterior consideró a Ramiro como primer rey de Aragón con el nombre de Ramiro I de Aragón e iniciador de su dinastía, llamada Ramírez o Aragón.

## Política
A pesar de la conquista de la península ibérica por el islam, los valles pirenaicos del territorio que actualmente conforma Aragón, no fueron dominados efectivamente por la administración andalusí. A mediados del siglo VIII d. C., con la victoria de los francos en Poitiers la población cristiana pirenaica se organiza, tras largos períodos de guerra en torno a la calzada romana del Somport (por donde ya habían cruzado algunas incursiones musulmanas), Carlomagno logra pacificar estos valles, naciendo el Condado de Aragón como una de las demarcaciones militares carolingias que fueron establecidas en el Pirineo como parapeto ante las agresiones musulmanas, puesto que la civilización mahometana dominaba en esta zona las importantes ciudades de Huesca y Boltaña. 

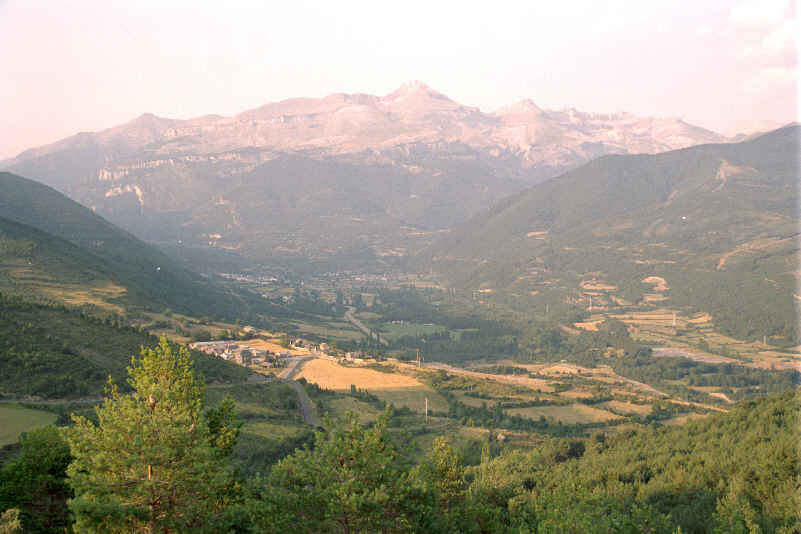
El valle del Aragón, por donde transcurría la calzada romana del Somport.

Al norte, en un territorio montañoso delimitado por el cauce del río Aragón y Aragón Subordán, más concretamente entre los valles de Ansó, Hecho y Canfranc, surge Aragón a principios del siglo IX como un territorio fronterizo regido por Aureolo, un conde oriundo de la región nombrado personalmente por el emperador, éste falleció en 809. Con su muerte se produjo un vacío de poder que fue aprovechado por los musulmanes para recobrar plazas fuertes al Sur de la Marca Hispánica y el condado aragonés.
Ludovico Pío, hijo de Carlomagno y rey de Aquitania, cruzó el Somport en 811 y lanzó una campaña para recuperar el territorio perdido tras la muerte del conde, llegando hasta las puertas de Huesca pero fracasando en su inesperado intento de tomar la ciudad. Huesca (Wasqa) era la plaza más al Norte de la Marca superior musulmana, y también la mejor defendida, pues debía soportar la presión de las incursiones pirenaicas y carolingias. Al año siguiente, en la primavera de 812, Ludovico volverá a cruzar el puerto al mando de un gran ejército carolingio provisto de máquinas de guerra, tras un duro y largo asedio de varios meses, el sitio de Huesca terminará en otoño con la derrota del ejército franco frente a las puertas de la ciudad, retirándose el ejército de Aquitania por el mismo paso por el que habían penetrado.

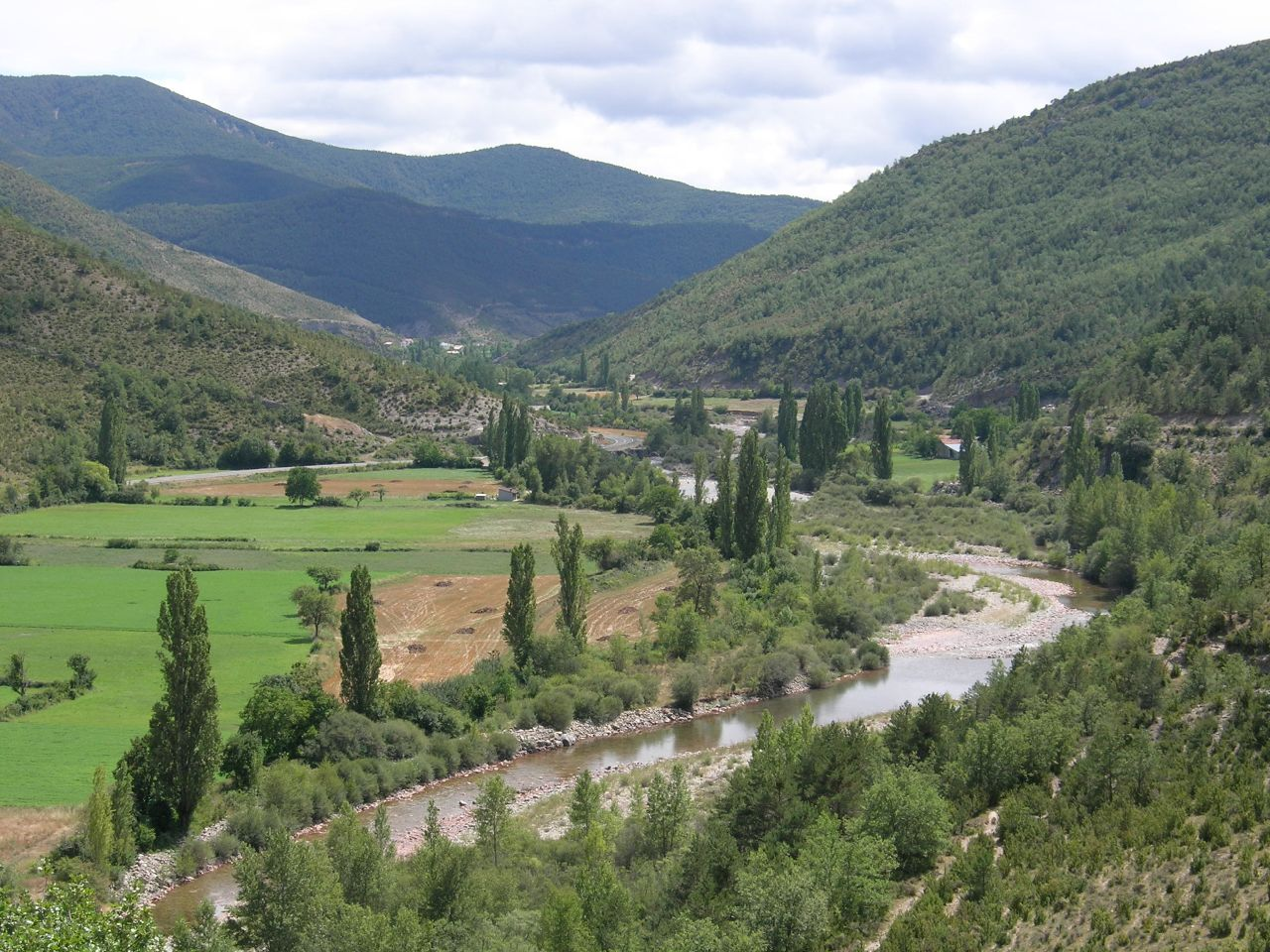
Río Aragón Subordán en el valle de Hecho.

Aureolo fue sucedido por Aznar Galíndez I bajo la protección de Carlomagno, para, en 828 lograr el caudillo autóctono la independencia al titularse ese año «conde de Aragón», iniciando una dinastía que, en esta primera mitad del siglo IX d. C., extendió su dominio sobre los valles de Tena y Aurín, y también sobre la cuenca alta del Gállego.
Sin embargo, el gobierno de Aznar Galíndez I no tuvo continuidad a corto plazo, puesto que su yerno, García el Malo, hijo de Galindo Belascotenes y casado con Matrona, se rebeló contra Aznar (posiblemente debido al afán expansionista del conde de Aragón sobre el alto Sobrarbe, regido por García el Malo) y lo desposeyó de su condado con ayuda de Íñigo Arista, hasta que años más tarde el hijo del expulso conde aragonés, llamado Galindo Aznárez I, aparezca de nuevo al frente del Condado de Aragón con la apoyo de García Íñiguez de Pamplona.
En el siglo X d. C. Andregoto Galíndez, hija de Galindo II Aznárez, casó con el rey de Pamplona García Sánchez I. Su hijo Sancho Garcés II, heredó en 970 el reino de Pamplona y el condado de Aragón de su madre, lo que indica que ya el derecho aragonés permitía la transmisión por vía femenina de la Casa.
Pamplona y Aragón estarían unidos hasta el año 1035, año en que, a la muerte de Sancho III el Mayor, este dio el condado de Aragón a su hijo Ramiro, quien acabaría consiguiendo independizarse del vasallaje de iure que debía prestar a su hermano García Sánchez III de Pamplona y estableciendo, al sucederle su hijo Sancho Ramírez, el Reino de Aragón.

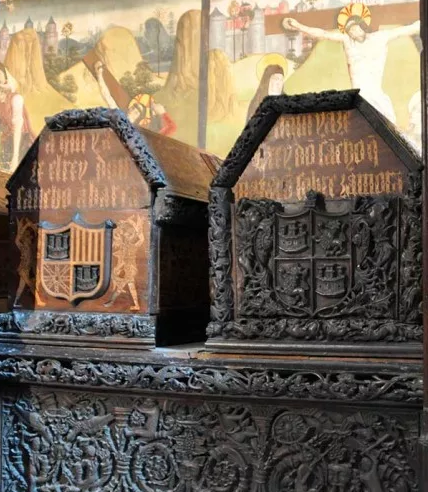
Tumba de Sancho III, rey de Pamplona y conde de Castilla y Aragón.

## Religión y cultura
El primer obispado del condado de Aragón se documenta en el siglo X d. C., en que el obispo de Pamplona consagra a Ferriolo en la sede del Monasterio de San Adrián de Sásave en Borau, del siglo VIII, el monasterio más antiguo de Aragón (primer lugar donde se custodió el Santo Grial tras la conquista musulmana de Huesca). Hasta ese momento los aragoneses dependerían del obispo mozárabe de Huesca o del de Pamplona.
Mucho más relevantes fueron, en cambio, los monasterios, que articularon no solo los aspectos eclesiásticos, sino que supusieron una parte importante de la articulación política, social y cultural del territorio.

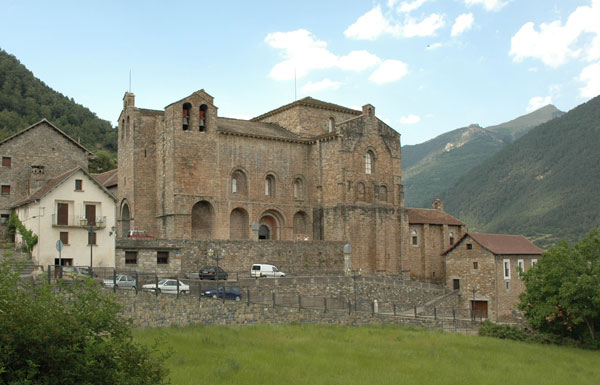
San Pedro de Siresa, foco cultural del condado aragonés.

De hecho, gran parte el condado aragonés se articula en torno al monasterio de San Pedro de Siresa fundado hacia 820 y regido por el abad Zacarías, que fue un importante centro cultural y contaba con más de un centenar de monjes. En una visita realizada en 852, Eulogio de Córdoba transmite noticias a Guilesindo de Pamplona sobre el esplendor del monasterio y de su biblioteca.
Encontró San Eulogio en este cenobio obras de tradición grecolatina que no habían sido conservadas en la Córdoba del Califato. Entre la poesía latina encontró obras de la importancia de la Eneida —obra cumbre de la literatura épica latina—, sátiras de Flaco y Juvenal, opúsculos de Porfirio, epigramas de Adhelelmo, odas de Horacio y fábulas de Aviano, que a partir de ese momento formaron parte de la cultura hispánica andalusí. También menciona monumentos de la patrística, como La ciudad de Dios de Agustín de Hipona, himnos católicos y otras obras didácticas.
Durante los siglos IX y X en Aragón se desarrollaron varios conjuntos monásticos que incorporaban a sus dominios territorios de notable extensión. Se observan en sus reglas tradiciones tanto mozárabes como carolingias. No fue hasta el siglo XI d. C., con la fundación del reino, que la influencia del rito romano penetraría en las abadías aragonesas. En sus scriptoria se utilizó tanto la letra carolina como la visigótica, y las fábricas de sus iglesias combinarán elementos mozárabes de influjo musulmán con otros rasgos prerrománicos de difícil adscripción.
Otros monasterios importantes fueron el de San Martín de Cillas (primera mitad del siglo IX d. C.), situado al comienzo del valle de Ansó a poca distancia de la foz de Biniés; el de San Julián de Navasal, en la cabecera del valle de Hecho; San Martín de Cercito (valle de Acumuer, al oeste del condado aragonés) y el citado San Adrián de Sásave, fundado a fines del siglo VIII d. C. y sito en el valle de Borau, que a comienzos del siguiente siglo se convertiría en la primera diócesis de Aragón.

## Economía y sociedad

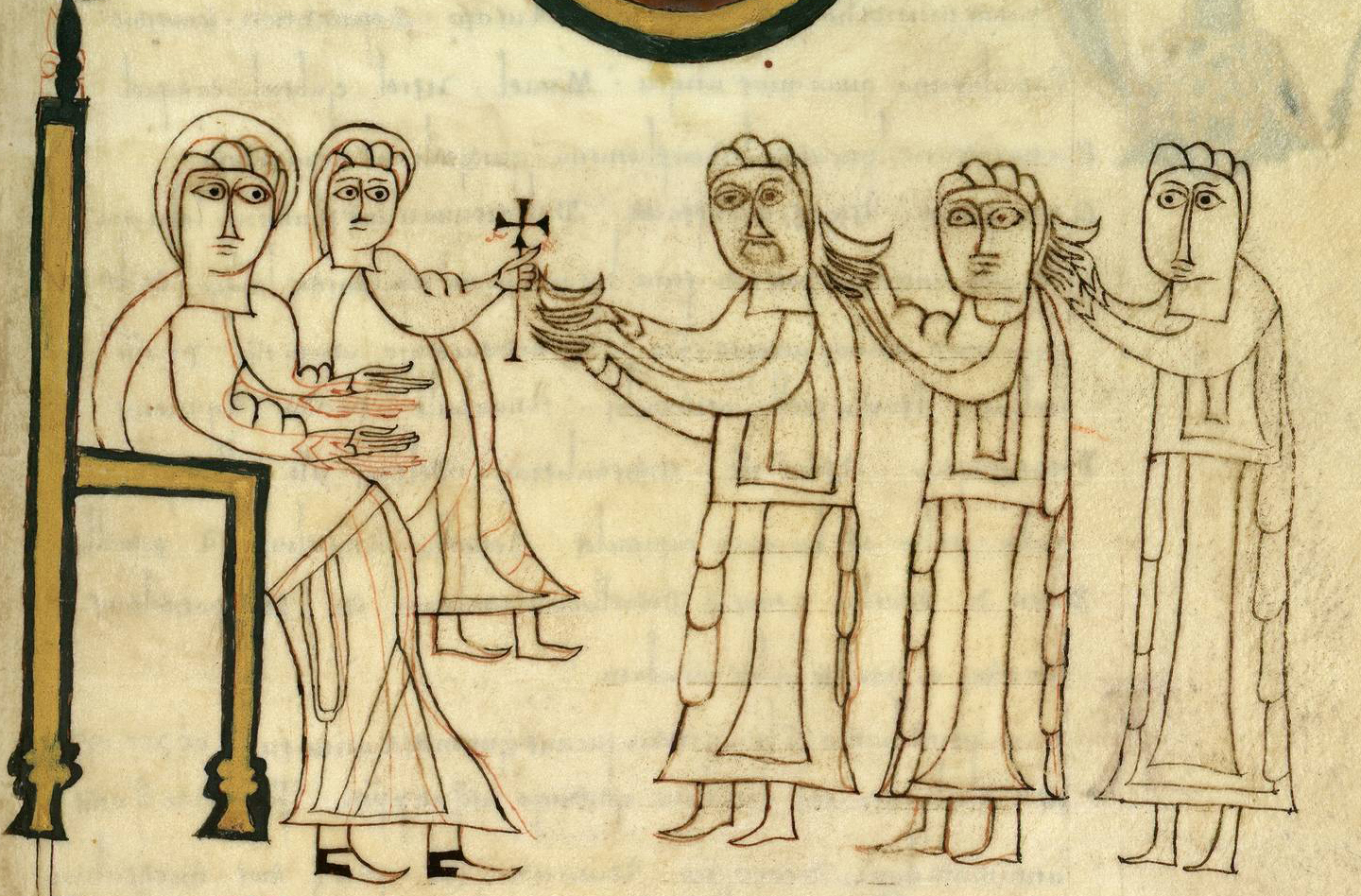
Adoración de los Reyes Magos en el folio 206r del Códice de Roda (hacia 990), que incluye las llamadas «Genealogías de Roda», anales que proporcionan información histórica de los a sobre reyes de Pamplona y condes de Aragón desde Íñigo Arista hasta Sancho Abarca.

La economía del condado de Aragón fue en sus inicios de gran austeridad, basada en el cultivo del trigo, cebada y avena en las pocas extensiones de cultivo que proporcionaban los angostos valles de la geografía pirenaica, y en la actividad pecuaria, principal recurso de esta economía de subsistencia. También hubo cultivos de vid, aunque escasos debido al inconveniente clima de montaña, ya que la religión cristiana tiene el vino como un producto básico en su tradición cultural.
La actividad industrial estaba reducida a las necesidades indispensables de la población, con una producción artesana y familiar dedicada sobre todo a útiles de trabajo y enseres personales.
La población vivía en pequeñas aldeas e incluso en viviendas aisladas, así como al abrigo de fortalezas y monasterios. Solo a fines del siglo IX d. C. comienzan a vislumbrarse ciertos cambios, debido a la evolución de la economía de guerra en la zona fronteriza. Conforme la pujanza bélica se acrecienta, surgen señores que dominan castillos y poblaciones amuralladas, dando origen a una jerarquía social de carácter típicamente feudal. Estos magnates acumularon tierras y hombres y dotaron de un impulso económico a los territorios que defendían y explotaban; similar actividad desarrollaron los monasterios, cuyos monjes no repararon, en muchas ocasiones, en mantener y promover la actividad bélica.
De cualquier modo, en el Condado de Aragón predominaron los pequeños propietarios, y una sociedad en la que, exceptuando a unas decenas de magnates, no había excesiva diferencia socioeconómica entre los hombres. Fue más notable el desarrollo del feudalismo en los condados orientales de Ribagorza y Pallás, muy influidos por el condado de Tolosa y la monarquía franca. En todo caso, la evolución del siglo X d. C. hacia el XI está en la línea de una mayor importancia de la actividad guerrera, con el consiguiente aumento de señores y caballeros, que con la creación del Reino de Aragón constituirían una base de barones y ricoshombres que dominarían durante toda la Edad Media la política aragonesa.
No se puede hablar de establecimientos urbanos en los siglos IX y X. Jaca, que sería la primera ciudad del reino, no experimentó su notable crecimiento hasta el siglo XI d. C., con la creación de la catedral, su papel como encrucijada en el Camino de Santiago, y la recepción del Fuero de Jaca que permitió atraer a un importante número de hombres libres burgueses,  mercaderes y artesanos, ya con el decidido apoyo de los primeros reyes de Aragón.

## Véase también

San Adrián de Sásave, primera sede episcopal de Aragón.